# 지연 (1993년)
지연(智妍, 본명: 박지연(朴芝妍), 1993년 6월 7일 ~ )은 대한민국의 가수이자 배우이다. 2007년부터 여러 드라마에 출연했고, 2009년에는 걸 그룹 티아라의 멤버로 데뷔했다.

## 생애
지연은 1남 1녀 중 막내로 태어났다. 중학교 때부터 드라마에 출연하였고, 2009년 혜화여자고등학교에 재학 중 걸 그룹 티아라의 멤버로 가수 데뷔하였다. 한편 혜화여자고등학교에서 서울공연예술고등학교로 전학갔으며, 다시 리라아트고등학교 실용음악과로 전학해 졸업했다.
2022년 12월 10일, 야구선수 황재균과 결혼했으나, 1년 11개월 만인 2024년 11월 20일에 이혼했다.

## 음반

### 개인 음반
- 2010년:《공부의 신》 OST - '또르르'
- 2011년:《정글피쉬 시즌 2》 OST - '점점'
- 2014년:《Never Ever》 - '1분 1초'
- 2019년:《너의 노래를 들려줘》 OST - '어느 파란 밤'
- 2019년:《SENPASS》 - 'Take A Hike'

### 참여 음반
- 2010년: 《공부의 신》 - 달려 (with. 고아성)
- 2010년: 《커피하우스 OST》 - 우유보다 커피 (with. 이보람, 효민)
- 2012년: 《드림하이2》 하루하루
- 2012년: 《드림하이2》 Super Star (with. 효린, 에일리)
- 2012년: 《드림하이2》 Together (with JB)
- 2014년: 《트라이앵글 OST》 Kiss and cry (with 쇼리)

## 작품 출연

### 드라마
| 연도 | 방송사          | 제목               | 역할          | 비고          |
| ---- | --------------- | ------------------ | ------------- | ------------- |
| 2007 | KBS2            | 헬로!애기씨        | 불량학생      | 16부작        |
| 2007 | SBS             | 로비스트           | 청각장애인    | 24부작        |
| 2008 | SBS             | 애자 언니 민자     | 맹나연        | 116부작       |
| 2009 | MBC             | 혼                 | 윤두나        | 10부작        |
| 2009 | MBC             | 지붕뚫고 하이킥    | 이유리        | 44회 특별출연 |
| 2010 | KBS2            | 공부의 신          | 나현정        | 16부작        |
| 2010 | KBS2            | 정글피쉬 2         | 서율          | 8부작         |
| 2011 | MBC             | 미스 리플리        | 유우          | 16부작        |
| 2012 | KBS2            | 드림하이 2         | 리안 / 이지경 | 16부작        |
| 2014 | MBC             | 트라이앵글         | 성유진        | 26부작        |
| 2015 | 네이버 TV캐스트 | 달콤한 유혹(환생)  | 지호          | 10부작        |
| 2019 | KBS2            | 너의 노래를 들려줘 | 하은주        | 32부작        |
| 2021 | KBS2            | 이미테이션         | 라리마        | 12부작        |

### 영화
- 2010년 영화 《고사 두 번째 이야기: 교생실습》 ... 세희 역
- 2011년 영화 《정글피쉬 2》 ... 서율 역
- 2011년 영화 《노미오와 줄리엣》 ... 줄리엣 목소리 역
- 2015년 영화 《해후》
- 2023년 영화 《강남좀비》

### 예능
| 연도 | 방송사     | 제목                          | 역할        | 비고              |
| ---- | ---------- | ----------------------------- | ----------- | ----------------- |
| 2009 | KBS2       | 스타 골든벨                   |             |                   |
| 2010 | Mnet       | 엠카운트다운                  | MC          |                   |
| 2010 | MBC        | 쇼! 음악중심                  | 고정 MC     |                   |
| 2010 | SBS        | 일요일이 좋다 - 패밀리가 떴다 | 특별출연    |                   |
| 2010 | SBS        | 일요일이 좋다 - 영웅호걸      | 고정멤버    |                   |
| 2011 | KBS2       | 위기탈출 넘버원               | 특별 MC     |                   |
| 2011 | KBS2       | 스쿨 버라이어티 백점만점      |             |                   |
| 2011 | MBC        | 놀러와                        | 여고생 특집 | 아이유, 루나 출연 |
| 2014 | MBC every1 | 주간 아이돌                   |             |                   |
| 2014 | Y-STAR     | 식신로드                      |             |                   |
| 2014 | SBS MTV    | 더쇼                          | 고정 MC     |                   |
| 2018 | MBC every1 | 비디오스타                    | 스페셜 MC   |                   |

### 뮤직비디오
- SG 워너비 - 사랑해 (2009년)
- SG 워너비 - 내 사랑 울보 (2009년)
- 영건 - 너를 보내줘야한다 (2010년)
- 서인국 - Shake It Up! (2011년)
- 티아라, 파이브돌스, 더 씨야, SPEED - 진통제 (2013년)
- 더 씨야, 손호준 - 하면 할수록 (2014년)

## 홍보대사
- 2010년 2월 국민연금공단 홍보대사[7]

## 수상 및 후보
| 연도   | 시상식                        | 부문             | 작품      | 비고 |
| ------ | ----------------------------- | ---------------- | --------- | ---- |
| 2007   | APM 모델 선발대회             | 은상             | 빈칸      | 수상 |
| 2008   | 스마트 모델 선발대회          | 대상             | 빈칸      | 수상 |
| 2010년 | SBS 연예대상                  | 베스트 팀워크상  | 영웅호걸  | 수상 |
| 2010년 | KBS 연기대상                  | 여자 신인상      | 공부의 신 | 후보 |
| 2015   | 제9회 케이블TV 방송대상       | 한류 부문 인기상 |           | 수상 |
| 2015   | 제3회 인위에타이 V차트 어워즈 | 최고 여자가수상  | 1분 1초   | 수상 |